# Tito Annio Lusco Rufo
Tito Annio Lusco Rufo  (latino: Titus Annius Luscus Rufus) (fl. II secolo a.C.) è stato un politico romano.

## Biografia
Probabilmente era figlio dell'omonimo console del 153 a.C.; fu però il primo ad utilizzare l'agnomen Rufus. Fu pretore nel 131 a.C. e durante tale anno fece iniziare i lavori della via Annia, che collegava Adria ad Aquileia . Fu console nel 128 a.C. con Gneo Ottavio, anche se è noto solo dai fasti consulares e nessun evento di particolare rilevanza viene ricordato in tale anno.